# یواس‌اس تراکی (ای‌او-۱۴۷)
یواس‌اس تراکی (ای‌او-۱۴۷) (به انگلیسی: USS Truckee (AO-147)) یک کشتی بود که طول آن ۶۵۵ فوت (۲۰۰ متر) بود. این کشتی در سال ۱۹۵۵ ساخته شد.